# Miranovačka Kula
Miranovačka Kula (en serbe cyrillique : Мирановачка Кула) est un village de Serbie situé dans la municipalité de Bela Palanka, district de Pirot. Au recensement de 2011, il comptait 9 habitants.

## Démographie
| 1948 | 1953 | 1961 | 1971 | 1981 | 1991 | 2002 | 2011 |
| ---- | ---- | ---- | ---- | ---- | ---- | ---- | ---- |
| 72   | 68   | 61   | 70   | 43   | 39   | 17   | 9    |

|  |